# Tự Cường
Tự Cường là một xã của huyện Tiên Lãng thuộc thành phố Hải Phòng, Việt Nam.
Gồm có 5 Thôn: Sa Đống, Mĩ Khê, Cẩm La, Nhuệ Ngự, Lâm Cao.
Tự Cường cùng với Tiên Cường, Đại Thắng được gọi là 3 xã đường 10, do có Quốc lộ 10 đi qua và cách biệt với các xã còn lại của huyện Tiên Lãng. Do gần đường QL nên kinh tế, đô thị hoá nhanh.